# Penižek & Rainer
Die von Max Penižek und Alfred Rainer 1912 in Wien gegründete Kürschnerei Penižek & Rainer, mit späteren Filialen in anderen Städten, war ein Pelzanbieter im oberen Preissegment. Wie es hieß, gaben sich die Stars in der damaligen Zeit förmlich die Klinke in die Hand. Weitere Betriebs- oder Verkaufsstätten waren zeitweilig in Berlin, Bad Gastein, Paris, London, Prag und Karlsbad und eventuell weiteren Städten ansässig. Über die Berliner Dependance schrieb Philipp Manes: „Ein Luxuspelzgeschäft, der Reichshauptstadt würdig, hatte Berlin nicht, bis Penižek & Rainer aus Wien die schöne Etage des Eckhauses Unter den Linden 2 nahmen und kostbar einrichteten“. Im  Karlsbader Kurzentrum befand sich ein Eckladen mit vier Schaufenstern auf der Straße Alte Wiese.

## Firmengeschichte
Im Jahr 1919 warb das Geschäft im 1. Wiener Bezirk, Singerstraße 8: „Allbekannte Pflegestätte für moderne Pelzkonservierung“ mit der Neuheit „in künstlich gekühlten Räumen“. Ein Inserat in einer Fachzeitschrift des Jahres 1926 zeigt, dass das Unternehmen mit „feiner Pelzkonfektion“ auch im Großhandel als Pelzkonfektionär tätig war. Prominente Privatkunden in Wien waren, neben anderen, der Tenor Richard Tauber mit seiner Frau, der Schauspielerin Diana Napier, die Schauspielerinnen Nora Gregor, Jane Tilden und Frauke Lauterbach, die Tänzerin Hedy Pfundmayr sowie die Künstlerin und Muse einiger berühmter Männer, Alma Mahler-Werfel. Die mexikanische Schauspielerin Lupita Tovar hatte in Berlin einen langen weißen Hermelinmantel des „berühmten Kürschners“ geschenkt bekommen. Sie schwärmte, dass sie noch am Abend des Kaufs unerwartet im Ballsaal vom Prince of Wales, nachdem die Musik gestoppt hatte, mit einer Verbeugung gegrüßt wurde, „ich glaube, meine Füße berührten den ganzen Abend über nicht den Boden“, am nächsten Tag nannte sie jeder „Countess“.

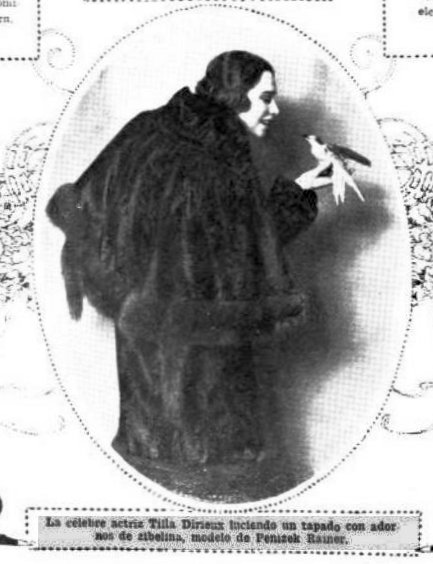
Die Schauspielerin Tilla Durieux mit einem Pelz von Penižek & Rainer (1921)

Der Schriftsteller Ludwig Hirschfeld schwankte beim Pelzeinkauf in den 1920er Jahren zwischen den beiden Wiener Häusern Hartwig & Decker in der Kärntner Straße und Penižek & Rainer, er entschied sich jedoch immer für die Singerstraße. Für seinen Ratgeber Wien – Was nicht im Baedeker steht schrieb er: „Dorthin gehe ich immer, wenn ich wenigstens zuschauen will, wie die gute Gesellschaft Pelzmäntel einkauft. Mit den Pelzen ist das nämlich wie mit der Liebe und mit der Treue: reine Vertrauenssache. Penižek & Rainer sind zwei Brothers der Pelzbranche, auf die man sich verlassen kann. Penižek ist der Liebenswürdig-Witzige, der die hohen Preise, die Pelz nun einmal kosten, mit komischen Bemerkungen erträglicher macht, während Rainer der Philosoph ist, der darüber nachdenkt, ob die Kundschaft den teuren Pelz, den sie so schwer kauft, auch prompt und leicht bezahlen wird […]“
Über das 1928 als „kleiner intimer Salon“ eröffnete Berliner Unternehmen vermerkte rückblickend Philipp Manes, der von den Nationalsozialisten ermordete Rauchwarenhändler und Chronist der Pelzbranche: „Schon der Marmoraufgang gab das richtige Relief für ein erstes Geschäft, so wollte es die Kundschaft aus dem Hotel Adlon. Auch die Berliner Kundschaft fand Geschmack an solchem Rahmen, an der Art des Verkaufens.“
Nach Ansicht von Andrea Hurton gehörten Entwürfe von Penižek & Rainer zu den wohl meist fotografierten Modesujets der Zwischenkriegszeit, die zeitgenössischen Quellen flossen förmlich über von Berichten über Modelle des Hauses. „Berühmte Fotografinnen wie Dora Kallmus oder Edith Glogau haben die Entwürfe (oft an prominenten Modellen wie der Schauspielerin Louise Rainer) in Szene gesetzt. Heute [2017] ist die Weltmarke Penicek & Rainer völlig unbekannt und fast vergessen.“
Der zu seiner Zeit sehr populäre Frankfurter Zoodirektor Bernhard Grzimek stellte 1963 fest: „Schon 1912 verlangte die Firma Penizek und Rainer in Wien, damals ein führendes Pelzmodellhaus der Welt, nicht weniger als 24.000 Dollar oder 100.000 Mark für einen Zobelmantel“. Als 1925 schwarzes Pelzwerk Modefavorit war, zeigte Penižek & Rainer zwar hauptsächlich lange enge Persianermäntel in Paletotform, bot aber in der Zeit der Hyperinflation auch solche aus preiswerten Breitschwanzklauen an.
Der Inhaber, Kommerzialrat Maximilian Penižek, engagierte sich über seinen Betrieb hinaus in der Branche. Im Jahr 1930 führte er zusammen mit Charles Hanau, Paris und Paul Poser, Berlin am zweiten Tag den stellvertretenden Vorsitz des „Ersten“, aber in der Art wohl einmalig gebliebenen „Welt-Pelz-Kongresses“ in Leipzig und beteiligte sich an der Ausarbeitung der Vereinsstatuten.

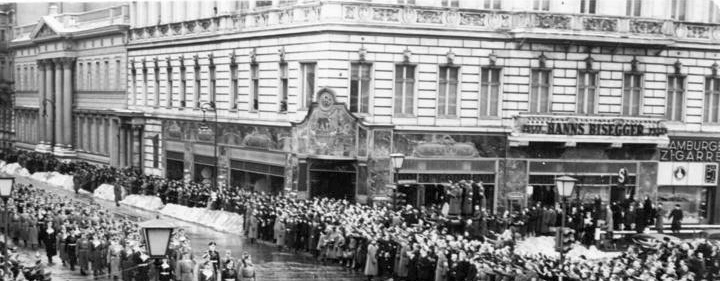
Rechts Pelzgeschäft „Hanns Bisegger“ in Berlin, Unter den Linden 75 (1942)

Das Berliner Geschäft mit seiner Werkstatt wurde während der Herrschaft der Nationalsozialisten 1938 „arisiert“. Manes schrieb, da „gab es nur einen, der dafür in Frage kam – Bisegger. Nur ein Mann von seinen Qualitäten konnte dieses vornehmste Haus, dessen Name Weltruf von Wien und Karlsbad her hatte, übernehmen und auf seiner Höhe halten. 1941 eröffnete er die Filiale am unteren Kurfürstendamm, das schönste Geschäft der Branche im Westen, ein Schmuckkasten, mit erlesenem Geschmack ausgestattet – neues Zeichen eines kühnen Vorwärtswollens.“ Im Fachverzeichnis von 1938 ist Hanns Bisegger noch als Inhaber der Firma Penižek & Rainer, Unter den Linden 75, eingetragen, ein Foto aus dem Jahr 1942 zeigt als Firmennamen „Hanns Bisegger“ über dem Ladenlokal.
Nach dem „Anschluss“ an Hitler-Deutschland wurde die Kitzbüheler Filiale 1938 unter kommissionarische Verwaltung gestellt, bei Ausschaltung der Gesellschafter, alleinige Vertretung August Krauss. 1942 warb dort, jetzt als Pelzhaus Weinzettel und Lepeschka: „vormals Penizek & Rainer“ (Inhaber Ludwig Weinzettel, Franz Lepeschka). Die Mitarbeiter der Vermögenverkehrsstelle dort verfolgten manche der Kunden bis in die Emigration, um die im August 1938 noch offenen Forderungen von ihnen einzutreiben.
Anfang Januar 1943 meldete die US-amerikanische, deutsch-jüdische Exil-Zeitung Aufbau für New York: „Der Pelzmode Salon Steinfink, [sic] zuletzt Alfred Rainer of Penizek und Rainer, 250 West 91st Street, Ecke Broadway, N. Y., hat seinen eleganten Verkaufsraum und Pelzwerkstatt durch Zunahme der ganzen 1. Etage erweitert.“
Der Pelzhändler Maximilian Penizek, Ehefrau Paula, wurde 2008 als „einer der großen Golfpioniere Österreichs“ bezeichnet, da er schon vor dem Ersten Weltkrieg bei der Entstehung des Golfclubs in Marienbad mitgewirkt hatte.
Der österreichische Politiker und Kürschnermeister Robert Egghart (* 1952 in Wien), Landtagsabgeordneter in Wien und Abgeordneter zum Österreichischen Nationalrat, kam als 20-Jähriger zu Penižek & Rainer. Er hatte seine Lehre abgeschlossen und in dem jungen Alter wurde er dort, wie er schrieb, „Werkstättenleiter in einem für damalige Zeiten außergewöhnlichen Angestelltenverhältnis“. Er machte sich anschließend selbständig und begann nebenbei seine politische Karriere. Für die Kürschnerinnung war er in den Arbeitskreisen Umweltschutz und Öffentlichkeitsarbeit tätig, hielt Seminare für den Kürschnernachwuchs ab, war Mitglied der Gesellen- und Meisterprüfungskommission und wurde zum Innungsmeister-Stellvertreter gewählt.
Nach dem Zweiten Weltkrieg befand sich der Wiener Betrieb weiterhin auf der Singerstraße 8, zumindest besagt das ein Bestellschein vom 22. März 1950. Mit Beginn der Rechtsform als GmbH zum 14. März 1950 findet sich im Gesellschaftsregister eine Eintragung als Internationales Pelzhaus Penizek & Rainer Gesellschaft m.b.H., Langackergasse 7a, 1190 Wien, Geschäftsführer Frau Dorothea Penizek, Gesellschafter die Privatpersonen Dorothea Katharine Penizek, Anteil: 80 %, Oldriska Hutcheson, 16 % und Diplomkaufmann Franz Böck, Anteil 4 %. Die letzte Änderung im Firmenbuch für das ansonsten offenbar nicht mehr öffentlich in Erscheinung getretene Unternehmen wurde am 30. September 2021 vorgenommen, Geschäftszweck Erbringung wirtschaftlicher Dienstleistungen für Unternehmen und Privatpersonen a.n.G.

## Literarisches
Friedrich Torberg erwähnt eine erheiternde Anekdote über Max Penižek in seinem 1975 erschienenen Buch „Die Tante Jolesch oder Der Untergang des Abendlandes in Anekdoten“. Im Kapitel „Kulinarisches Zwischenspiel“ tritt Penižek, der sich um 1930 als „Mitinhaber eines führenden Wiener Pelzhauses“ zu einem längeren Geschäftsaufenthalt in London befand, in einem örtlichen koscheren Restaurant in Erscheinung. Die englische Küche war zu jener Zeit „von allgemein anerkannter Ungenießbarkeit und folglich eine rechte Qual für Max Penižek, der die gewohnten Freuden der österreichisch-ungarisch-tschechisch-jüdischen Kost von Tag zu Tag schmerzlicher entbehrte“. Er sah es folglich als gottgewollten Zufall an, auf das koschere Restaurant getroffen zu sein und ging sogleich daran, seinen Nachholbedarf an Gaumenfreuden ungeachtet der rituellen jüdischen Speisegesetze zu stillen. Doch diese Rechnung hatte Max Penižek ohne seinen, „das Käppchen der Frommen auf dem Haupt“ tragenden Wirt gemacht, der ihm den krönenden Abschluss seines Menüs mit Käse trotz hartnäckiger argumentativer Gegenwehr verweigerte, da er zuvor „Fleischiges“ gegessen hatte.
In dem Werk „Goethe und die Journalisten – Satiren im Duett“ aus dem Jahr 1986 findet Penižek & Rainer in einer kurzen Glosse Erwähnung:
„Wie wir hören, plant die Kürschnergenossenschaft in der Oper »Die Zauberflöte« mit lebenden Tieren aus der Schönbrunner Menagerie als théâtre paré aufzuführen. […] Eintritt nur im Pelz gestattet. […] Man verspricht sich sehr viel von dieser originellen Veranstaltung, nach deren zweifellosem Gelingen die Herren Penizek & Rainer zu Ehrenmitgliedern der Oper oder der Philharmoniker – wie es ihnen besser paßt – ernannt werden sollen.“